# Chosenia
Chosenia é um género botânico pertencente à família Salicaceae.
1. ↑  «Chosenia — World Flora Online». www.worldfloraonline.org. Consultado em 19 de agosto de 2020